# Yolanda Alzola
Yolanda Alzola Agirre (Guernica y Luno, Vizcaya; 3 de noviembre de 1970- ) es una actriz y presentadora española de televisión.

## Biografía
Nace en Guernica el 3 de noviembre de 1970. Ha vivido siempre en Durango. Está casada y tiene tres hijos. Es licenciada en Bellas Artes por la Universidad del País Vasco.
Ha trabajado en algunas películas y en varias series de televisión.

## Televisión
- Calle Nueva, (colaboración en esta serie de TVE)
- Galakt hika junto a Iñigo Zubizarreta. (ETB)
- Lo que faltaba (LQF), junto a Txetxu Ugalde. (ETB)
- A plena luz , junto a Pedro Piqueras. (Antena 3)
- Sabor a verano, junto a Antonio Hidalgo. (Antena 3)
- Decogarden (TVE, Telecinco, Antena 3, Nova), Finalmente, en octubre de 2020, la cadena NOVA anunció la finalización de su emisión así como del programa Bricomanía,[1] a raíz de recortes presupuestarios motivados por la crisis sanitaria derivada del COVID-19.

## Cine
| Año  | Título            | Personaje      | Dirección            |
| ---- | ----------------- | -------------- | -------------------- |
| 2005 | Reinas            | Periodista     | Manuel Gómez Pereira |
| 2000 | Carretera y manta | Mujer Ranchera | Alfonso Arandia      |
| 1996 | Calor... y celos  | Irene          | Javier Rebollo       |